# Libro terzo: Fuoco
Libro terzo: Fuoco è un romanzo scritto da Jessie James pubblicato nel 2011, che tratta la terza e ultima stagione della serie animata Avatar - La leggenda di Aang.

## Capitoli
1. Capitolo primo: Un nuovo inizio
2. Capitolo secondo: Padre e figlio
3. Capitolo terzo: Il golfo delle sirene
4. Capitolo quarto: Il generale Iroh
5. Capitolo quinto: In viaggio
6. Capitolo sesto: Giorni di scuola
7. Capitolo settimo: La marionettista
8. Capitolo ottavo: Dominatrice del sangue
9. Capitolo nono: Incubi e allucinazioni
10. Capitolo decimo: Sulle tracce del passato
11. Capitolo undicesimo: L'avatar e il signore del fuoco
12. Capitolo dodicesimo: Il giorno del sole nero
  1. Parte prima: La piana delle ceneri
13. Capitolo tredicesimo: Il giorno del sole nero
  1. Parte seconda: Sconfitta
14. Capitolo quattordicesimo: Riuniti
15. Capitolo quindicesimo: Il sicario
16. Capitolo sedicesimo: Filtro d'amore
17. Capitolo diciassettesimo: Una casa per i morti
18. Capitolo diciottesimo: Il monte piangente
19. Capitolo diciannovesimo: La dama del lago
20. Capitolo ventesimo: Un maestro per Sokka
21. Capitolo ventunesimo: Il colle delle stelle
22. Capitolo ventiduesimo: La roccia bollente
23. Capitolo ventitreesimo: La danza del drago
24. Capitolo ventiquattresimo: Signore del fuoco Azula
25. Capitolo venticinquesimo: Azione diversiva
26. Capitolo ventiseiesimo: Agni kai per il trono
27. Capitolo ventisettesimo: Avatar Aang
28. Capitolo Ventottesimo: L'inizio di un'era

## Edizioni
- Jessie James, Libro terzo: Fuoco, collana La leggenda di Aang, Sensibili alle foglie, 2012, ISBN 9788889883563.